# William Folger Nickle
Pour les articles homonymes, voir Folger.
William Folger Nickle (31 décembre 1869, Kingston (Ontario) - 15 novembre 1957) est un homme politique canadien qui fut député à la Chambre des communes du Canada et à l'Assemblée législative de l'Ontario où il occupa le poste de procureur général. Il est très bien connu pour la résolution Nickle qui mit fin à la pratique de l'attribution de titres de chevalerie et de pairie britanniques à des Canadiens.